# Gåtfull fotblomfluga
Gåtfull fotblomfluga (Platycheirus occultus) är en fluga i familjen blomflugor. Den är 6 till 8 millimeter lång. 
Gåtfull fotblomfluga är mycket lik ängsfotblomfluga och har därför inte identifierats på så många platser. De fynd som gjorts är ganska väl spridda över Eurasien.   